# Роман Коуделька
Ро́ман Ко́уделька (9 липня 1989 , Турнов ) - чеський стрибун з трампліна, учасник трьох зимових Олімпійських ігор.

## Спортивна кар'єра
У Кубку світу Коуделька дебютував 2006 року, а в лютому 2007-го вперше потрапив до десятки найкращих на етапі Кубка світу. Найкраще досягнення Коудельки в загальному заліку Кубка світу - 7-ме місце в сезоні 2014—2015.
На Олімпіаді-2010 у Ванкувері змагався в трьох дисциплінах: посів 7-ме місце в командних змагання, 12-те - на нормальному трампліні та 23-тє - на великому трампліні.
За свою кар'єру взяв участь у чотирьох чемпіонатах світу, найкращий результат - 5-те місце в командних змаганнях чемпіонаті-2009 в Ліберці.
У січні 2011 року на етапі в Гарахові Коуделька вперше потрапив на п'єдестал пошани, посівши третє місце на трампліні для польотів, хоча після першої спроби він був лише на шостому місці.
Використовує лижі виробництва фірми Fischer.

## Результати в Кубку світу
Усі результати наведено за даними Міжнародної федерації лижного спорту.

### Підсумкові місця в Кубку світу за роками
| Сезон     | Загалом | 4Т | ПЛ | RA  | В5  | Т5  | П7  | ПТ  |
| --------- | ------- | -- | -- | --- | --- | --- | --- | --- |
| 2006—2007 | 39      | 42 | —  | N/A | N/A | N/A | N/A | —   |
| 2007—2008 | 17      | 11 | —  | N/A | N/A | N/A | N/A | 29  |
| 2008—2009 | 16      | 18 | 25 | N/A | N/A | N/A | N/A | 19  |
| 2009—2010 | 63      | —  | —  | N/A | N/A | N/A | N/A | 47  |
| 2010—2011 | 16      | 30 | 11 | N/A | N/A | N/A | N/A | N/A |
| 2011—2012 | 10      | 5  | 10 | N/A | N/A | N/A | N/A | N/A |
| 2012—2013 | 49      | 35 | 44 | N/A | N/A | N/A | N/A | N/A |
| 2013—2014 | 39      | —  | —  | N/A | N/A | N/A | N/A | N/A |
| 2014—2015 | 7       | 9  | 28 | N/A | N/A | N/A | N/A | N/A |
| 2015—2016 | 11      | 14 | 19 | N/A | N/A | N/A | N/A | N/A |
| 2016—2017 | 25      | 30 | 25 | 13  | N/A | N/A | N/A | N/A |
| 2017—2018 | 57      | 42 | —  | 48  | 44  | N/A | —   | N/A |
| 2018—2019 | 14      | 5  | 28 | 25  | 21  | N/A | —   | N/A |
| 2019—2020 | 26      | 17 | 30 | 35  | 24  | 27  | N/A | N/A |

### Перемоги
| № | Сезон     | Дата              | Місце пров. | Трамплін                       | Розмір |
| - | --------- | ----------------- | ----------- | ------------------------------ | ------ |
| 1 | 2014—2015 | 23 листопада 2014 | Клінгенталь | Фоґтланд-Арена HS140           | ВТ     |
| 2 | 2014—2015 | 7 грудня 2014     | Ліллегаммер | Лісґордсбаккен HS138           | ВТ     |
| 3 | 2014—2015 | 21 грудня 2014    | Енгельберг  | Великий трамплін Тітліса HS137 | ВТ     |
| 4 | 2014—2015 | 25 січня 2015     | Саппоро     | Окураяма HS134                 | ВТ     |
| 5 | 2015—2016 | 4 березня 2016    | Вісла       | Малінка HS134 (вечір)          | ВТ     |